# Турпак Віктор Іванович
Ві́ктор Іва́нович Турпак (16 лютого 1944, Київ — 18 квітня 1998, Львів) — український радянський футболіст, воротар. Виступав, зокрема, за «Динамо» (Хмельницький), «Карпати» (Львів), «Десну» (Чернігів), «Суднобудівник» (Миколаїв), «Металіст» (Харків). Майстер спорту СРСР. Володар Кубка СРСР 1969.
Закінчив Львівський інститут фізкультури.
Після завершення кар'єри довгий час виступав за команду ветеранів «Карпат». Згодом у Віктора почалась важка хвороба — гангрена. Лікарям довелося ампутувати одну ногу, але це допомогло не надовго.
Помер 18 квітня 1998 року у Львові, похований там же.

## Титули та досягнення
- Кубок СРСР: 1969